# 중간틈새얼굴박쥐
중간틈새얼굴박쥐(Nycteris intermedia)는 틈새얼굴박쥐과에 속하는 박쥐의 일종이다. 서아프리카와 중앙아프리카의 숲과 사바나 지역에서 서식한다. 베이트틈새얼굴박쥐(N. arge) 그리고 난쟁이틈새얼굴박쥐(N. nana)와 쉽게 혼동을 일으킨다. 중간틈새얼굴박쥐는 널리 분포하지만, 예상되는 서식지 감소의 위협때문에 취약근접종으로 분류되고 있다. 베이트틈새얼굴박쥐보다도 더 열대우림에 더 제한적으로 분포한다.